# Humbertium covidum
Humbertium covidum – inwazyjny gatunek płazińców z rodzaju Humbertium opisany w 2022 r., którego występowanie potwierdzono we Francji i Włoszech, przy czym możliwe jest jego występowanie również w Rosji, Chinach i Japonii według części źródeł. 
Początkowo uważany za mniejszą i jednolicie czarną odmianę gatunku Bipalium kewense, jednak na podstawie cech morfologicznych, histologicznych, genetycznych oraz anatomii narządu rozrodczego przypisany został do rodzaju Humbertium. 
Cechą charakterystyczną jest czarne lub ciemnobrązowe ubarwienie ciała bez pasków lub innych wzorów, co u płazińców jest rzadkie, z jaśniejszym pasmem na stronie brzusznej i młotkowany kształt przodu. Nazwa gatunkowa ma uczcić ofiary pandemii COVID-19 i wskazuje, że w trakcie jej trwania rozpoczęły się prace badawcze, które skutkowały opisaniem gatunku. Gatunek osiąga ok. 3 cm długości. 